# ألبرت ك. غريني
ألبرت ك. غريني (بالإنجليزية: Albert C. Greene) هو محامي وسياسي أمريكي، ولد في 15 أبريل 1792 في الولايات المتحدة، وتوفي في 8 يناير 1863 في بروفيدنس في الولايات المتحدة. حزبياً، نشط في حزب اليمين. وقد انتخب عضو مجلس ولاية رود آيلاند وانتخب عضو مجلس الشيوخ الأمريكي.